# Jet Time

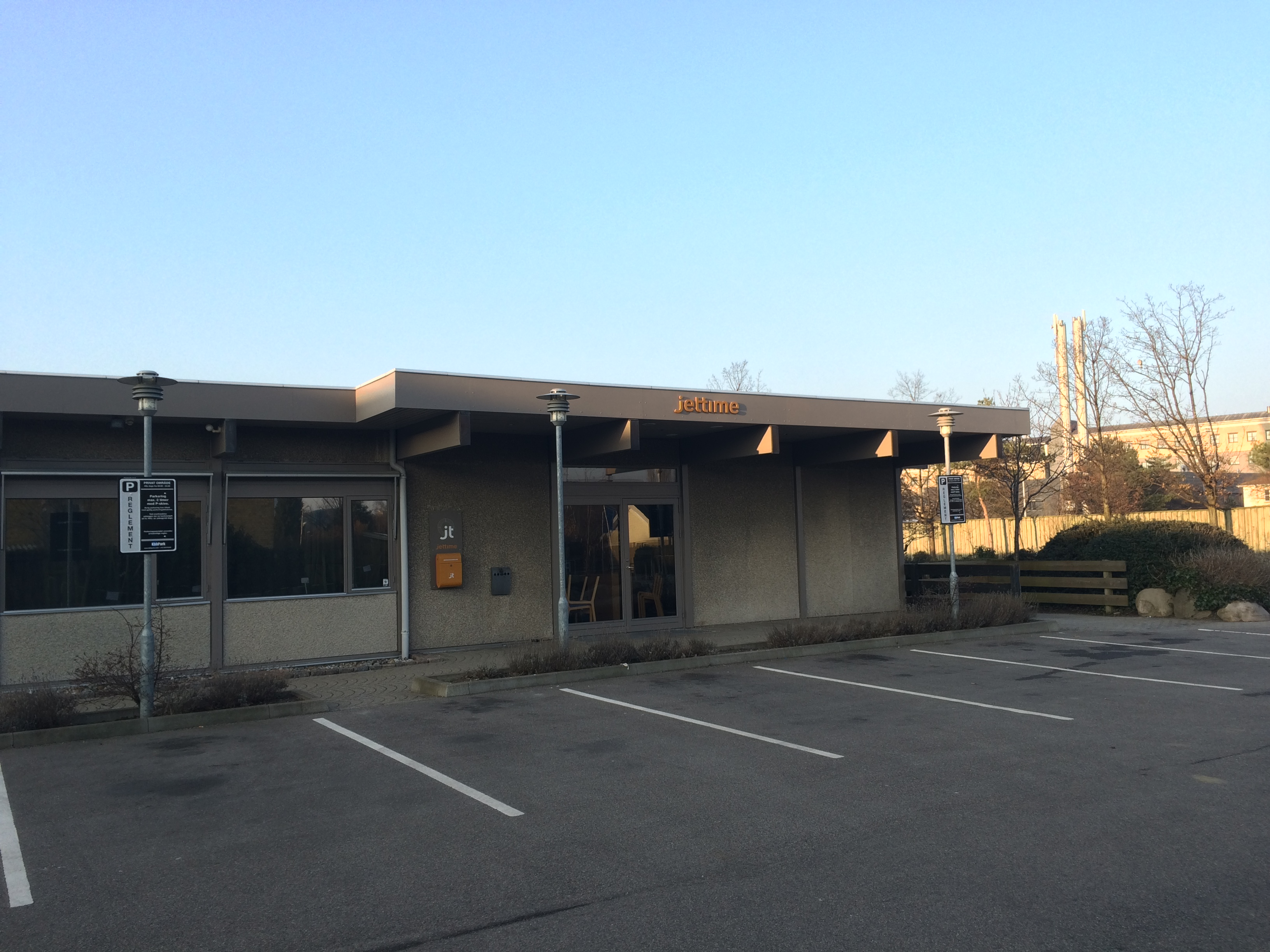
Sede social

Jet Time A/S es una aerolínea danesa con sede en Kastrup, Tårnby, su base principal era el Aeropuerto de Copenhague. Operaba exclusivamente vuelos chárter y ad hoc para agencias de viajes, empresas y otras líneas aéreas (Air Greenland, SAS, Norwegian Air Shuttle, etc.). La aerolínea fue fundada por un grupo de inversores daneses y operó su primer vuelo el 19 de septiembre de 2006. El 21 de julio de 2020, Jet Time anunció que se había declarado en quiebra, después de haber despedido a la mayoría de sus empleados en junio debido al impacto en la aviación de la pandemia de COVID-19.
El 7 de julio de 2021 reanudó sus operaciones.

## Flota
A junio de 2022, la flota de Jet Time consiste en las siguientes aeronaves con una edad media de 15 años.